# Viasat 3D
Viasat 3D foi o primeiro canal sueco de TV 3D e foi lançado em 27 de dezembro de 2010. O canal estava disponível para assinantes de satélite através do decodificador digital sob demanda da Viasat e apresentava jogos de futebol ao vivo da Liga dos Campeões da UEFA, bem como conteúdo de vídeo 3D sob demanda.

## História
A Viasat começou a oferecer conteúdo de TV 3D a partir de dezembro de 2010, lançando seu canal de TV 3D linear completo em agosto de 2012. Foi anunciado que a Viasat fecharia seu canal de TV dedicado a partir de 15 de janeiro de 2014 devido ao baixo interesse dos telespectadores, mas disse que o conteúdo 3D estaria disponível como serviço sob demanda.